# یانوویچه
یانوویچه (به لاتین: Janowicze) یک روستا در لهستان است که در گمینا یوخنوویتس کوشچیلنه واقع شده‌است. یانوویچه ۱۷۷ نفر جمعیت دارد.